# Сундай Маку
Сундай Маку (нар. 3 квітня 1979) — колишній нігерійський тенісист.
Найвищу одиночну позицію світового рейтингу — 993 місце досяг 20 серпня 2001, парну — 785 місце — 2 серпня 2004 року.

## Фінали ITF Ф'ючерс

### Парний розряд: 3 (1–2)
| Результат | Дата   | Турнір                 | Покриття | Партнер              | Суперники                     | Рахунок       |
| --------- | ------ | ---------------------- | -------- | -------------------- | ----------------------------- | ------------- |
| Поразка   | Mar 04 | Нігерія F2, Бенін-Сіті | Тверде   | Джонатан Ігбіновія   | Ксав'є Одуа Арно Сегодо       | 6–7(5), 4–6   |
| Поразка   | Aug 05 | Нігерія F3, Лагос      | Тверде   | Абдул-Мумін Бабалола | Анрі Аджей-Дарко Ґюнтер Даркі | 6–3, 1–6, 4–6 |
| Перемога  | Aug 05 | Нігерія F4, Лагос      | Тверде   | Абдул-Мумін Бабалола | Анрі Аджей-Дарко Ґюнтер Даркі | 6–4, 6–2      |